# Pintér Tamás (politikus)
Pintér Tamás (Dunaújváros, 1981. május 22. –) magyar magasépítész technikus, mérnökinformatikus, igazgatásszervező, politikus; 2016. szeptember 12. és 2019. október 13. között a Jobbik Magyarországért Mozgalom országgyűlési képviselője, és 2019. október 13. óta Dunaújváros polgármestere.

## Életrajz
2000-ben végzett a Hild József Szakközépiskola magasépítész technikus képzésén. 2004-ben diplomázott a Dunaújvárosi Főiskola mérnökinformatikus szakán. 2015-ben a Nemzeti Közszolgálati Egyetem Államtudományi és Közigazgatási Karának igazgatásszervező szakán diplomázott.
2010 és 2016 között Dunaújváros megyei jogú város közgyűlésének tagja volt.
2016. szeptember 12. óta a Jobbik Magyarországért Mozgalom országgyűlési képviselője, Novák Előd mandátumát vette át. 2016. szeptember 12. óta a Törvényalkotási bizottság tagja.
A 2018-as országgyűlési választáson a voksok több mint 43 százalékát kapta, és így mintegy 4 százalékkal legyőzte Galambos Dénes addigi fideszes képviselőt, ezzel a Jobbik egy mandátumot nyert a Fejér megyei 4-es választókerületben.
2019 júniusában az ellenzéki pártok bejelentették, hogy ő lesz a közös polgármesterjelöltjük Dunaújvárosban, a Rajta Újváros! Egyesület színeiben, az őszi önkormányzati választásokon. Október 13-án sikerült legyőznie a város fideszes polgármesterét, Cserna Gábort.